# Nadeschda Sergejewna Allilujewa

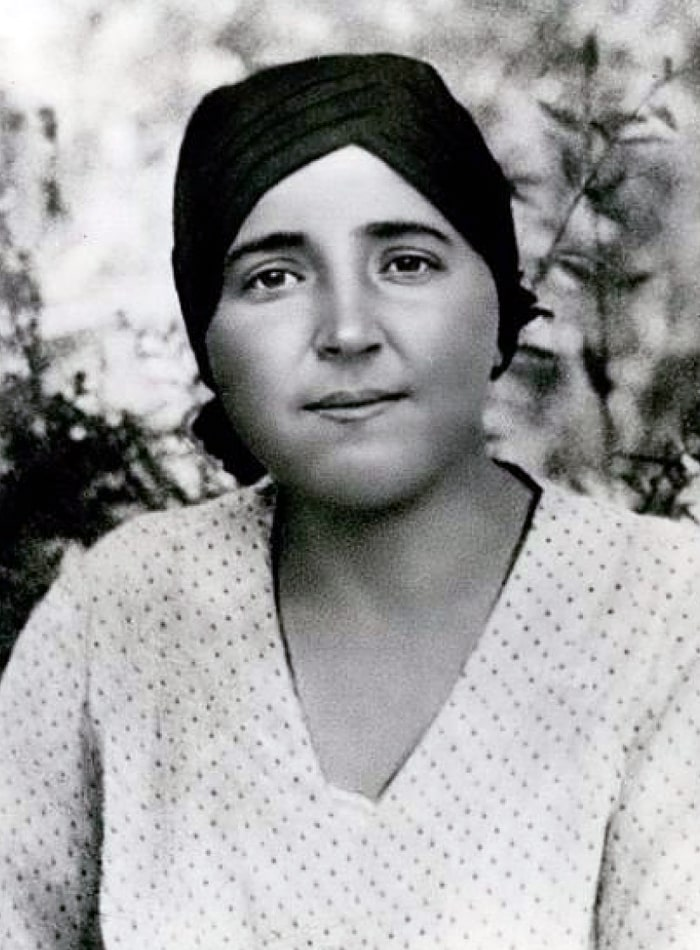
Portrait aus dem Jahr 1922

Nadeschda Sergejewna Allilujewa (russisch Надежда Сергеевна Аллилуева; * 9. Septemberjul. / 22. September 1901greg. in Tiflis; † 9. November 1932 in Moskau) war die zweite Ehefrau Josef Stalins.

## Leben
Nadeschda Allilujewa war die Tochter des Altbolschewiken Sergei Allilujew (1866–1945) und seiner Ehefrau Olga (geb. Fedorenko). Die bisherige Annahme, Olga wäre die Enkelin der deutschstämmigen Maria Margaretha Aichholz, die 1816 aus Wolfsölden nach Elisabethtal bei Tiflis in Georgien ausgewandert sein soll, beruhte auf Vermutungen von Karl Stumpp. Jedoch ist – den Kirchenbucheinträgen im Landesarchiv Stuttgart zufolge – Maria Margaretha Aichholz, geb. am 26. Juni 1785 in Wolfsölden bei Affalterbach, am 13. Juni 1845 in Wolfsölden verstorben. Somit blieb die Vermutung Karl Stumpps zweifelhaft.
Neuere Forschungen ergaben hier ein anderes Bild. Nachforschungen im Stadtarchiv Großbottwar belegen eine Familie Aichholz, die 1804 aus dem Ortsteil ausgewandert ist. Johann Gottlieb Aichholz hatte auf seiner Reise die Söhne Johann Georg und Johann Gottlieb dabei. Diese beiden finden sich in einem Verzeichnis von 1832 über die Kolonie Elisabethtal wieder. Gottlieb hatte einen Sohn Michael, geboren 1824 in Elisabethtal, es scheint sich um den Vater von Magdalena Aichholz zu handeln, der laut einer Abhandlung aus dem Jahre 2006 in der Moskauer Deutschen Zeitung im Jahre 1824 geboren wurde. – eben jener Magdalena Aichholz, die Deutsch sprach, eine Bierschänke führte und Mutter von Olga geb. Fedorenko war. Den Namen Aichholz benutzte Allilujewa bei ihren Kuren in Karlsbad.
Stalin und Sergei Allilujew kannten sich aus dem Kaukasus, wo Allilujew Eisenbahnarbeiter war. Beide waren Mitglied der SDAPR. Allilujewa heiratete 1919 den wesentlich älteren Stalin, nachdem sie ihn als Sekretärin nach Zarizyn, dem heutigen Wolgograd, begleitet hatte und schwanger geworden war. Trauzeugen waren Abel Jenukidse, ihr Taufpate, und Stanislaw Redens. Beide fielen später in Ungnade und wurden auf Stalins Befehl hin umgebracht.
Aus der Ehe gingen der Sohn Wassili (1921–1962) und die Tochter Swetlana (1926–2011) hervor. Allilujewa holte auch Stalins Sohn aus erster Ehe, Jakow, nach Moskau. Die Familie lebte im Kreml und in dem Landhaus Subalowo, das sie der Familie Subalow entzogen hatte.
Als Sekretärin arbeitete sie in Lenins Büro im Volkskommissariat für Nationalitätenfragen und war Redaktionsmitglied in der Parteizeitschrift Revolution und Kultur sowie in der Zeitung Prawda.
1921 sollte Allilujewa wegen mangelnder Aktivität aus der Kommunistischen Partei ausgeschlossen werden. Lenin intervenierte. Später begann sie, als Sekretärin von Ordschonikidse zu arbeiten, mit dessen Frau Sinaida Gawrilowna sie eng befreundet war.
1929 nahm sie ein Studium an der Industrieakademie an der Fakultät für Kunstfasern auf. In dieser Zeit stellte sie ihrem Mann ihren Kommilitonen Nikita Chruschtschow vor, der auch nach ihrem Tod in Stalins Gunst blieb. 1930 fuhr sie inkognito zur Kur nach Karlsbad und Marienbad und besuchte ihren Bruder Pawel in Berlin. Dort konsultierte sie auch einen Neurologen wegen einer familiären Neigung zu Depressionen.
Das Studium konfrontierte Nadeschda mit der sowjetischen Wirklichkeit. Wegen der grausamen Hungersnöte sprach sie Abel Jenukidse und ihren Mann auch in erhalten gebliebenen Briefen an.
Allilujewa tötete sich nach einem Streit mit Stalin in den frühen Morgenstunden des zweiten Tages nach dem Ende der Feierlichkeiten zum 15. Jahrestag der Oktoberrevolution in einem Zimmer der Kreml-Wohnung, indem sie sich, auf dem Bett liegend, in die Brust schoss. Die Waffe, eine Walther PP, hatte ihr Bruder Pawel kurze Zeit zuvor aus Berlin für sie mitgebracht.
Ihre Schwester Anna Redens wurde auf Stalins Befehl hin festgenommen, nachdem sie angekündigt hatte, Allilujewas Memoiren verfassen zu wollen, und 1948 wurde sie wegen Spionage zu zehn Jahren Gulag verurteilt. Nach Stalins Tod wurde sie 1954 freigelassen. Nach Aussage ihres Sohnes Leonid wurde sie wahnsinnig und starb 1964.